# Lista över Preussens regeringschefer
Preussens regeringschef ledde regeringen i först Kungariket Preussen samt därefter i Fristaten Preussen. Från 1702 och drygt hundra år framåt var titeln försteminister och 1807 tillkom titeln statskansler för denna post. Från 1848 och framåt var dock titeln ministerpresident (tyska Ministerpräsident).
Under Kungariket Preussens tid var försteministern, under olika titlar, kungens chefsrådgivare. Denne satt även ordförande för Preussens lantdag som instiftades efter revolutionsåret 1848. I det Tyska kejsarriket, från 1871, var ministerpresidenten, med några få undantag, även Tysklands rikskansler. 
Under Weimarrepubliken blev Preussens ministerpresident chef för statsstyrelsen i en mer demokratiskt parlamentarisk form. Efter nazisternas maktövertagande 1933 och med Preußenschlag upphörde ämbetet att ha någon egentlig betydelse och det fungerade mest som en sinekurspost och hederstitel i Tredje riket.
Ämbetet upphörde med Tredje rikets fall 1945 och avskaffades slutgiltigt 1947 liksom den preussiska staten efter beslut av Allierade kontrollrådet.

## Konungariket Preussens Försteministrar 1702–1807
- Johann Kasimir Kolbe von Wartenberg, 1702–1711
- Heinrich Rüdiger von Ilgen, 1711–1728
- Friedrich Wilhelm von Grumbkow, 1728–1739
- Heinrich von Podewils, 1739–1749
- Georg Dietloff von Arnim-Boitzenburg, 1749–1753
- Karl Wilhelm von Finckenstein, 1753–1777
- Friedrich Anton von Heynitz, 1777–1802
- Friedrich Wilhelm von Arnim-Boitzenburg, 1786–1798
- Christian Heinrich Kurt von Haugwitz, 1802–1804
- Karl August von Hardenberg, 1804–1806
- Christian Heinrich Kurt von Haugwitz, 1806
- Carl Friedrich von Beyme, 1806–1807

## Konungariket Preussens Statskanslerer 1807–1848
- Karl August von Hardenberg, 1807
- Heinrich Friedrich Karl vom und zum Stein, 1807–1808
- Friedrich Ferdinand Alexander von Dohna-Schlobitten, 1808–1810
- Karl August von Hardenberg, 1810–1822
- Otto von Voss, 1822–1823
- Carl Friedrich Heinrich von Wylich und Lottum, 1823–1841
- Ludvig Gustav von Thile, 1841–1848

## Konungariket Preussens Ministerpresidenter 1848–1918
- Adolf Heinrich von Arnim-Boitzenburg, 1848
- Ludolf Camphausen, 1848
- Rudolf von Auerswald, 1848
- Ernst von Pfuel, 1848
- Friedrich Wilhelm von Brandenburg, 1848–1850
- Otto Theodor von Manteuffel, 1850–1858
- Karl Anton av Hohenzollern-Sigmaringen, 1858 - 1862
- Adolf av Hohenlohe-Ingelfingen, 1862
- Otto von Bismarck, 1862–1873[1]
- Albrecht von Roon, 1873
- Otto von Bismarck, 1873–1890[1]
- Leo von Caprivi, 1890–1892
- Botho zu Eulenburg, 1892–1894
- Chlodwig zu Hohenlohe-Schillingsfürst, 1894–1900
- Bernhard von Bülow, 1900–1909
- Theobald von Bethmann Hollweg, 1909–1917
- Georg Michaelis, 1917
- Georg von Hertling, 1917–1918
- Max av Baden, 1918

## Fristaten Preussen inom Wiemarrepublikens Ministerpresidenter 1918–1933
- Friedrich Ebert, 1918
- Paul Hirsch, 1918–1920
- Otto Braun, 1920–1921
- Adam Stegerwald, 1921
- Otto Braun, 1921–1925
- Wilhelm Marx, 1925
- Otto Braun, 1925–1932
- Franz von Papen, 1932
- Kurt von Schleicher, 1932–1933

## Fristaten Preussen inom Stortyska rikets Ministerpresidenter 1933–1945
- Franz von Papen, 1933
- Hermann Göring, 1933–1945